# Nasiegniewo
Nasiegniewo is een plaats in het Poolse district  Włocławski, woiwodschap Koejavië-Pommeren. De plaats maakt deel uit van de gemeente Fabianki en telt 1203 inwoners.